# 海瀛村
23°34′30.4″N 120°21′58.1″E / 23.575111°N 120.366139°E
海瀛村是台灣嘉義縣新港鄉位於新港東北方，由海豐子與潭底子兩個聚落合成一個村莊。

## 地理
關於海豐子此一地名由來，源自早年來此墾荒者是由廣東惠州府的海豐縣人，因為聚落面積極小，故取此名。
後人解釋此地名因地勢低窪，每逢連日大雨或雨季來臨，便因為排水不良積水成災，猶如汪洋大海，實乃望文生義枝結果。
海瀛村的東方為民雄鄉，鄰近村落西有古民村南有大潭村北有埤子村。

## 聚落歷史
清朝時代海豐子先民先後到此開墾，農耕維生但因村落地理位處低窪，每逢雨季或大雨必淹，所以命名為海豐子。1862~1874(同治年間)已有此地之記載。
1896(明治29年)時此地有77戶，人口數334人西元1912(日治末年)，有82戶，此為雜姓中型村落。台灣光復後，因台南縣、嘉義縣、雲林縣被規劃為同一行政區，但因雲林麥寮鄉也有一村名為海豐村，為免同名混淆，因此將海豐子更改為海瀛村。
2017年時，海瀛村村長為黃清城。自2007年起，黃村長身兼社區發展協會理事長身分，展開社區改造計畫，並逐步完成過舉凡村內植樹綠化，池塘設置圍籬，環保志工隊，社區巡守隊漸漸成為守護家園的在地力量，目前村長推動海瀛為觀光果園。
海瀛村歷任村長名單  (來源：新港鄉公所)
| 屆別 | 姓名   | 任期                | 備註 |
| ---- | ------ | ------------------- | ---- |
| 1    | 郭詩同 | 35.02－37.04.14     |      |
| 2    | 郭詩同 | 37.04.15－39.09.13  |      |
| 3    | 郭詩同 | 39.09.14－41.12.24  |      |
| 4    | 郭詩同 | 41.12.25－44.05.31  |      |
| 5    | 郭詩同 | 44.06.01－47.05.31  |      |
| 6    | 郭詩同 | 47.06.01－50.05.31  |      |
| 7    | 楊新日 | 50.06.01－54.05.31  |      |
| 8    | 郭太平 | 54.06.01－58.05.31  |      |
| 9    | 郭金對 | 58.06.01－62.10.31  |      |
| 10   | 郭良雄 | 62.11.01－67.07.31  |      |
| 11   | 郭良雄 | 67.08.01－71.07.31  |      |
| 12   | 郭良雄 | 71.08.01－75.07.31  |      |
| 13   | 郭良雄 | 75.08.01－79.07.31  |      |
| 14   | 郭良雄 | 79.08.01－83.07.31  |      |
| 15   | 郭良雄 | 83.08.01－87.07.31  |      |
| 16   | 郭金生 | 87.08.01－91.07.31  |      |
| 17   | 郭金生 | 91.08.01－95.07.31  |      |
| 18   | 黃清城 | 95.08.01－99.07.31  |      |
| 19   | 黃清城 | 99.08.01－103.12.24 |      |
| 20   | 黃清城 | 103.12.25-107.12.24 |      |

## 教育
海瀛村內早年有托兒所，後合併新港農會幼稚園之後，便無教育部門繼續留置村內，學生便需至新港鄉內文昌國小及古民國小就學。

## 文化資產

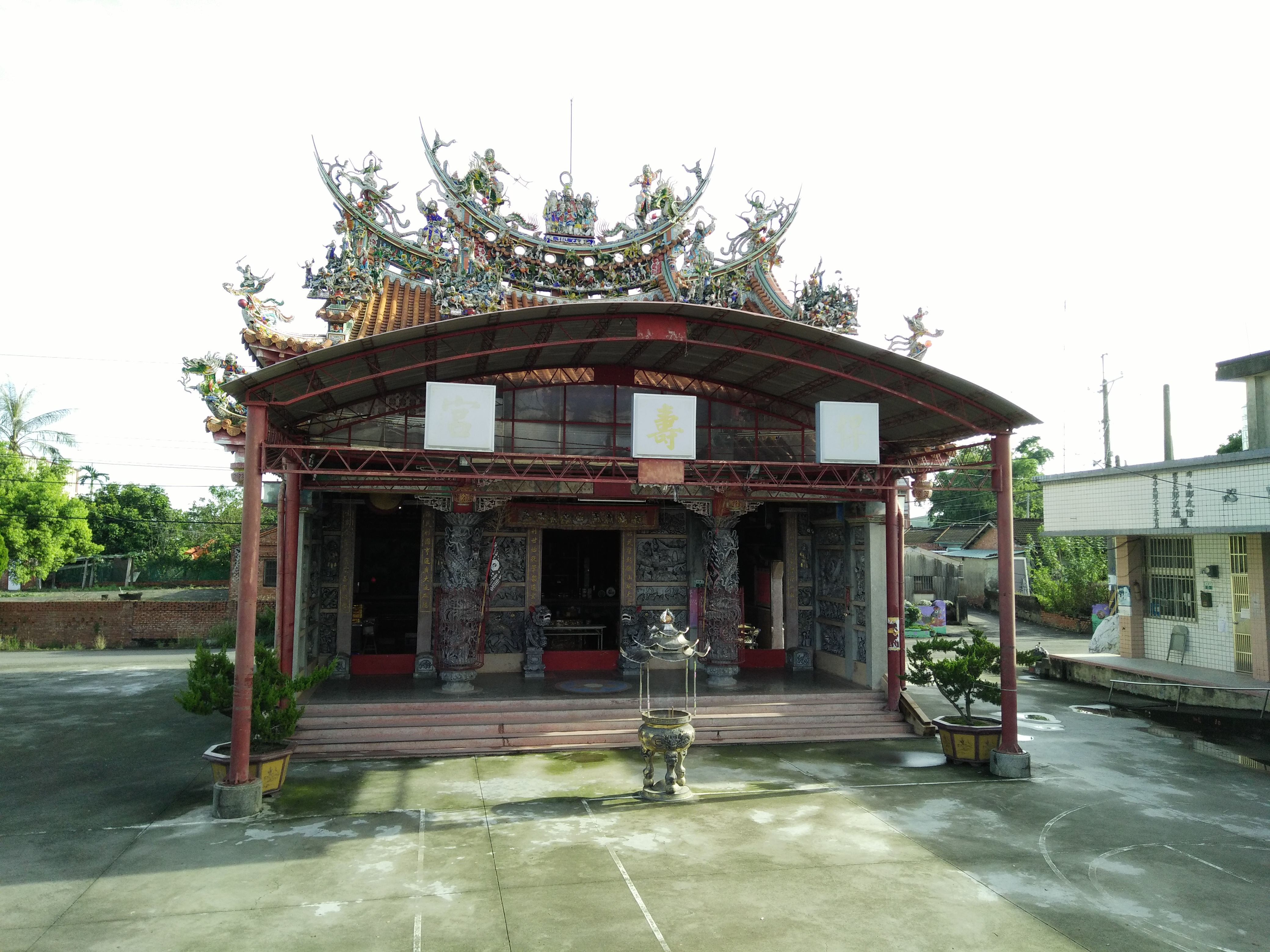
Paul Shou Gong

### 保壽宮
位於嘉義縣新港鄉海瀛村2-2號，主祀神明為保生大帝。創立於1980年，原有保生大帝，相傳於西元1661年(明永曆15年)護佑民族英雄鄭成功自大陸來台，本村民崇念大帝宏恩盛德，原與溪口本廳庄保生大帝廟，廟在溪口本廳庄內，後由本廳分香二帝到海豐庄，由爐主輪香供奉、庇佑村民，之後村民希望可以在村內固定處供奉保生大帝，於是在西元1979年村民會議中決議興建廟宇，由當時村長郭良雄組籌備委員會，集結地方仕紳與外出子弟和村民合力集資捐款新台幣三百七十萬興建，並由手轎降神旨以保壽宮為名。每年農曆三月十五日為其聖誕之日。

### 保安宮
潭底子居民原只有30戶左右，信仰的保生大帝神像並無廟宇，只有神像由爐主輪流供奉，於1973年間由何來朝先生提倡集資興建，定名為「保安宮」，每年農曆三月十五日為其聖誕之日。

### 土地公廟
1995年建立，位於嘉義縣新港鄉海瀛村海豐子段海豐小段966-1號。村內居民多為務農為生，每逢農曆初一、十五都會到此處參拜，農曆八月十五日是其聖誕之日。

## 景點
海瀛村有三個觀光農場：
- 新港大地農場：有芭樂達人研發之水果。
- 樂咖農場：由海瀛村發展協會理事長發揮職業專長(本身是裝潢師傅)平時剩餘材料舉凡可再加工製作，大力提倡環保觀念的理事長均能化腐朽為神奇，平時與理事長夫人還利用閒暇經營果園，與大地農場、海瀛農場互相技術交流。
- 海瀛農場：以草木共生的方式，使用有機肥料。種植的果樹種類有8、9種，如紅心、珍珠、水晶蜜、蘋果蜜、西瓜等。而海瀛農場也是附近小農的芭樂集散中心，舉凡西庄、中庄、大潭甚至民雄、溪口、新埤等都會前來集中包裝與運銷。

## 特殊產業
早年海瀛村內男丁單薄為祈福每年於農曆8月14日會舉行吃福會並擲杯訂定謝平安日期，謝平安當天如今年娶妻則需贈全村每戶大餅(一種麵粉製成的傳統糕餅)，獲男丁者則需贈全村紅龜(一種麵粉製成的內有包紅豆沙的傳統糕點)目前全台灣只有兩個村落有此習俗。

### 社區發展協會
「環保彈珠台」是社區理事長在從事裝潢工作之餘，利用剩餘的材料裁剪成形，並請社區志工們每週利用星期五早上時段空檔，一起協助製作而成，讓勢大人的智慧得以傳承，更讓志工們為社區盡點心力，開始共同經營「社區家」。

## 出身名人

### 劉秀寬
劉秀寬2007年前因母親遇到了一場車禍離開人世，因為母親是在要去販賣芭樂途中遭到肇事逃逸的車禍，讓她曾經相當痛恨芭樂。但後來漸漸與其兄和家人共同努力，不放棄母親經營的果園。歷經十年的研究開發，控制品質，終於先後讓雲林縣議會、中華民國農會及新港鄉農會致贈「芭樂達人」匾額給她。另自行研發「芭樂涼麵」。
2017年10月更榮獲新港鄉鄉長林茂盛頒發「農業之光」匾額。

### 劉金振
劉金振是海瀛村大地農場芭樂達人劉秀寬的哥哥,平時除了協助妹妹農場事務之外,他為了幫助弱勢家庭還特地種植一些農作物,每當採收期時還會專程送至需要幫忙的人家,在2017年8月更榮獲新港鄉鄉長頒發好人好事代表

### 前社教司長何進財
何進財博士不因幼時家中貧困，仍努力向上成為海瀛村的第一位大學生，更是第一位博士，他的座右銘「勸人作好代，卡贏甲早齋」
「做別人的事，可學自己的功夫」。

### 郭秀絨
郭秀絨28年前在外地工作的她因為年邁雙親，身體不適，她放棄了自己的理想，毅然決然的回鄉伺奉雙親，一眨眼28年過去，無怨無悔，榮獲2017年嘉義縣政府頒發孝行楷模。